# 局所連結空間

この位相空間において、V は p の近傍であり、それは p を含む連結近傍（ダークグリーンの円板）を含む。

位相幾何学や数学の他の分野において、位相空間 X が局所連結（きょくしょれんけつ、英: locally connected）であるとは、すべての点が、連結開集合のみからなる近傍基を持つことをいう。

## 背景
トポロジーの歴史の全体を通して、連結性とコンパクト性は最も広く研究された位相的性質の 2 つであった。実際、ユークリッド空間の部分集合の中でさえこれらの性質の研究、そしてユークリッド計量の特定の形式からのそれらの独立性の認識は、位相的性質したがって位相空間の概念を明確化するのに大きな役割を果たした。しかしながら、ユークリッド空間のコンパクト部分集合の構造はハイネ・ボレルの定理を通してかなり早期に理解されたが、（n > 1 に対して）{\displaystyle \mathbb {R} ^{n}} の連結部分集合ははるかに複雑であると証明された。実際、任意のコンパクトハウスドルフ空間は局所コンパクトであるが、連結空間 - ユークリッド平面の連結部分集合でさえ - 局所連結とは限らない（下記参照）。
これは20世紀前半に研究の豊かな脈に導き、トポロジストは局所連結空間の概念の微妙で複雑なバリエーションを研究した（例として、点における弱局所連結性の概念と局所連結性とのその関係は後述）。 
20世紀後半には、研究のトレンドは局所的に（ユークリッド空間に局所同相なので）よく理解されるが複雑な大域的振る舞いを持つ多様体のような空間のより激しい研究にシフトした。これによって次のことが意味される。多様体の基本的な点集合位相は（多様体は概念の多くの定義によって本質的に距離化可能であるので）比較的単純だが、それらの代数的位相ははるかに複雑である。この現代的観点から、局所弧状連結性のより強い性質がより重要であることが判明する： 例えば、空間が普遍被覆を持つためには、連結かつ局所弧状連結でなければならない（局所弧状連結性は後述）。
空間が局所連結であることとすべての開集合 U に対して（部分空間位相で）U の連結成分が開であることは同値である。例えば次が従う。局所連結空間から完全不連結空間への連続関数は局所定数でなければならない。実は成分の開性はとても自然なのでそれは一般には正しくないことを心に留めておくようにしなければならない： 例えばカントール空間は完全不連結であるが離散ではない。

## 定義と最初の例
X を位相空間とし、x を X の点とする。
x を含むすべての開集合 V に対して {\displaystyle x\in U\subset V} なる連結開集合 U が存在するときに X は x において局所連結 (locally connected at x) であると言う。X のすべての x に対して x において局所連結であるときに空間 X を局所連結 (locally connected) と言う。局所連結性と連結性は互いに関係していないことに注意しよう。空間はこれらの性質の 1 つあるいは両方を持つかもしれないし、どちらも持たないかもしれない。
対照的に、x を含むすべての開集合 V に対して x が N の内部にあるような V の連結部分集合 N が存在するときに X は x において弱局所連結 (weakly locally connected at x あるいは connected im kleinen at x) であるという。同値な定義は： x を含む各開集合 V は x のある開近傍 U を含み U の任意の 2 点は V のある連結部分集合にある。空間 X は X のすべての x に対して x において弱局所連結であるときに弱局所連結 (weakly locally connected) と言われる。
言い換えると、2 つの定義の唯一の違いは次のことである。x における局所連結性に対しては x を含む開連結集合の近傍基が要求され、x における弱局所連結性に対しては x を含む連結集合の近傍基のみ要求される。
明らかに x において局所連結である空間は x において弱局所連結である。逆は成り立たない（反例 broom space （ほうき空間）は下で与えられる）。一方局所連結空間が弱局所連結であることも同様に明らかであり、ここで逆は成り立つことが判明する： すべての点において弱局所連結な空間はすべての点において局所連結である必要がある。証明は下で与えられる。
次のとき X は x において局所弧状連結 (locally path connected at x) であるという。x を含むすべての開集合 V に対して、{\displaystyle x\in U\subset V} なる弧状連結開集合 U が存在する。空間 X が局所弧状連結であるとは、すべての x ∈ X に対して x において局所弧状連結であるということである。
弧状連結空間は連結であるから、局所弧状連結空間は局所連結である。今回は逆は成り立たない（下の例 6 参照）。
最初の例
1. 任意の正の整数 n に対して、ユークリッド空間 {\displaystyle \mathbb {R} ^{n}} は連結かつ局所連結である。
2. 実数直線 {\displaystyle \mathbb {R} ^{1}} の部分空間 {\displaystyle [0,1]\cup [2,3]} は局所連結だが連結でない。
3. 位相幾何学者の正弦曲線は連結だが局所連結でないユークリッド平面の部分空間である。 
4. 標準的なユークリッド位相を与えられた有理数の空間 {\displaystyle \mathbb {Q} } は連結でも局所連結でもない。
5. くし空間は弧状連結だが局所弧状連結でない。
6. 補有限位相を与えられた可算無限集合は局所連結（実は既約）であるが、局所弧状連結でない。 
さらなる例は記事で後で与えられる。

## 性質
1. 局所連結性は定義によって位相空間の局所的性質である、すなわち或る位相的性質 P に対して空間 X が性質 P を有することと X の各点 x が性質 P を持つ集合の近傍基を持つことは同値である。それに応じて、局所的性質によって持たれるすべての「メタ性質」(metaproperties) は局所連結性に対して成り立つ。特に：
2. 空間が局所連結であることと連結部分集合の基底を持つことは同値である。
3. 空間の族 {\displaystyle \{X_{i}\}} の非交和 {\displaystyle \coprod _{i}X_{i}} が局所連結であることと各 {\displaystyle X_{i}} が局所連結であることは同値である。特に、一点は必ず局所連結であるから、任意の離散空間は局所連結であることが従う。一方離散空間は完全不連結なので、連結であるのは高々一点からなるときに限る。
4. 逆に、完全不連結空間が局所連結であることと離散であることは同値である。これは有理数全体が局所連結でないという前に述べた事実を説明するために使うことができる。

## 成分と道成分
以下の結果は定義からほとんどすぐに従うがかなり有用である。
補題： X を空間とし、{\displaystyle \{Y_{i}\}} を X の部分集合の族とする。{\displaystyle \bigcap _{i}Y_{i}} は空でないとする。すると、各 {\displaystyle Y_{i}} が連結（resp. 弧状連結）であれば、和集合 {\displaystyle \bigcup _{i}Y_{i}} は連結（resp. 弧状連結）である。
さて位相空間 X 上の 2 つの関係を考える： {\displaystyle x,y\in X} に対し、次のように書く：
x と y を両方含む X の連結部分集合が存在すれば {\displaystyle x\equiv _{c}y}
x と y を両方含む X の弧状連結部分集合が存在すれば {\displaystyle x\equiv _{pc}y}
明らかに関係は両方とも反射的かつ対称的である。さらに、x と y が連結（resp. 弧状連結）部分集合 A に含まれ、y と z が連結（resp. 弧状連結）部分集合 B に含まれていれば、補題によって {\displaystyle A\cup B} は連結（resp. 弧状連結）部分集合であって x, y, z を含む。したがって各関係は同値関係であり、同値類への X の分割を定義する。これらの 2 つの分割を順に考える。
x ∈ X に対して、{\displaystyle y\equiv _{c}x} なるすべての点 y の集合 {\displaystyle C_{x}} は x の連結成分と呼ばれる。補題によって {\displaystyle C_{x}} は x を含む X の一意的な極大連結部分集合である。{\displaystyle C_{x}} の閉包はまた x を含む連結部分集合であるから、{\displaystyle C_{x}} は閉であることが従う。
X が有限個の連結成分しか持たなければ、各成分は閉集合の有限個の和集合の補集合であるから、開である。一般に、連結成分は開とは限らない、なぜなら、例えば、カントール空間のように離散でない完全不連結空間（すなわちすべての点 x に対して {\displaystyle C_{x}=\{x\}}）が存在するからである。然しながら、局所連結空間の連結成分はまた開であり、したがって開かつ閉集合である。局所連結空間 X はその相異なる連結成分の位相的非交和 {\displaystyle \coprod C_{x}} であることが従う。逆に、X のすべての開部分集合 U に対して U の連結成分が開であれば、X は連結集合の基底を持ちしたがって局所連結である。
同様に、x ∈ X に対して、{\displaystyle y\equiv _{pc}x} なるすべての点 y の集合 {\displaystyle PC_{x}} は x の道成分 (path component) と呼ばれる。上のように、{\displaystyle PC_{x}} もまた x を含む X のすべての弧状連結部分集合の和集合であるから、補題によってそれ自身弧状連結である。弧状連結集合は連結であるから、すべての x ∈ X に対して {\displaystyle PC_{x}\subset C_{x}} が成り立つ。
しかしながら弧状連結集合の閉包は弧状連結とは限らない： 例えば、位相幾何学者の正弦曲線は x > 0 なるすべての点 (x, y) からなる開部分集合 U の閉包であり、U は実数直線の区間に同相であるので、確かに弧状連結である。さらに、位相幾何学者の正弦曲線 C の道成分は開だが閉でない U と閉だが開でない {\displaystyle C\setminus U} である。
空間が局所弧状連結であることとすべての開部分集合 U に対して U の道成分が開であることは同値である。したがって局所弧状連結空間の道成分は X のどの 2 つも互いに素な開集合への分割を与える。局所弧状連結空間の開連結部分空間は必ず弧状連結であることが従う。さらに、空間が局所弧状連結であれば、局所連結でもあるので、すべての x ∈ X に対して、{\displaystyle C_{x}} は連結かつ局所弧状連結であり、したがって弧状連結である、すなわち {\displaystyle C_{x}=PC_{x}} である。つまり、すべての局所弧状連結空間に対して成分と道成分は一致する。
例
1. 辞書順序位相における集合 I × I （ただし I = [0,1]）は（連結だから）ちょうど 1 つの成分を持つが非可算個の道成分を持つ。実際、a ∈ I に対して {a} × I の形の任意の集合は道成分である。
2. （R に下極限位相を与えて）f を R から Rℓ への連続写像とする。R は連結であり連続写像の下での連結空間の像は連結でなければならないから、R の f による像は連結でなければならない。したがって、R の f による像は Rℓ の成分の部分集合でなければならない。この像は空でないから、R から Rℓ への連続写像は定値写像のみである。実は、連結空間から完全不連結空間への任意の連続写像は定値でなければならない。

## Quasicomponents
X を位相空間とする。X 上の第三の関係を定義する： X の開集合 A と B への分離であって x が A の元であって y が B の元であるようなものは存在しないとき、{\displaystyle x\equiv _{qc}y}。これは X 上の同値関係であり x を含む同値類 {\displaystyle QC_{x}} は x の quasicomponent と呼ばれる。  
{\displaystyle QC_{x}} は x を含む X のすべての開かつ閉部分集合の共通部分としても特徴づけることができる。したがって {\displaystyle QC_{x}} は閉である； 一般に開であるとは限らない。
明らかにすべての x ∈ X に対して {\displaystyle C_{x}\subseteq QC_{x}} である。全体で x における道成分、成分、quasicomponent の間に次の包含がある：
{\displaystyle PC_{x}\subseteq C_{x}\subseteq QC_{x}.}
X が局所連結であれば、上のように、{\displaystyle C_{x}} は x を含む開かつ閉集合なので、{\displaystyle QC_{x}\subseteq C_{x}} でありしたがって {\displaystyle QC_{x}=C_{x}} である。局所弧状連結性は局所連結性を意味するから、局所弧状連結空間のすべての点 x において
{\displaystyle PC_{x}=C_{x}=QC_{x}}
が成り立つことが従う。
例
1. quasicomponent が成分に等しくないような空間の例は離散位相を持った可算集合 X に次のような 2 点 a, b を足したものである。a の任意の近傍は b を含むかまたは X の有限個を除くすべての点を含み、b の任意の近傍は a を含むかまたは X の有限個を除くすべての点を含む。点 a は b の同じ quasicomponent にあるが b と同じ成分にはない。
2. Arens-Fort 空間は局所連結ではないがそれにもかかわらず成分と quasicomponent は一致する： 実際すべての点 x に対して {\displaystyle QC_{x}=C_{x}=\{x\}} である。

## 局所連結性 vs 弱局所連結性 に関してもっと
定理
X を弱局所連結空間とする。すると X は局所連結である。
証明
開集合の成分が開であることを示せば十分である。U を X で開とし C を U の成分とする。x を C の元とする。すると x は U の元なので X の連結部分空間 A が存在して U に含まれ x のある近傍 V を含む。A は連結で x を含むから、A は C の部分集合でなければならない（x を含む成分）。したがって x の近傍 V は C の部分集合である。x は任意であったから、各 x ∈ C は C に含まれる近傍 V を持つことが示せた。これは C は U において開であることを示している。したがって X は局所連結である。
decreasing broom spaces のある無限和はある特定の点において弱局所連結であるがその点において局所連結でない空間の例である。

## 読書案内
- Coppin, C. A. (1972), “Continuous Functions from a Connected Locally Connected Space into a Connected Space with a Dispersion Point”, Proceedings of the American Mathematical Society (American Mathematical Society) 32 (2):  625–626, doi:10.1090/S0002-9939-1972-0296913-7, JSTOR 2037874. For Hausdorff spaces, it is shown that any continuous function from a connected locally connected space into a connected space with a dispersion point is constant

- Davis, H. S. (1968), “A Note on Connectedness Im Kleinen”, Proceedings of the American Mathematical Society (American Mathematical Society) 19 (5):  1237–1241, doi:10.1090/s0002-9939-1968-0254814-3, JSTOR 2036067.